# Eupatoriastrum corvii
Eupatoriastrum corvii là một loài thực vật có hoa trong họ Cúc. Loài này được (McVaugh) B.L.Turner mô tả khoa học đầu tiên năm 1989.